# Ernst Woermann
Ernst Woermann, född 30 mars 1888 i Dresden, död 5 juli 1979 i Heidelberg, var en tysk promoverad jurist, diplomat och SS-officer. Under andra världskriget var han bland annat statssekreterare vid Auswärtiges Amt och från 1943 Tredje Rikets ambassadör vid nationalkinesiska regeringen i Nanking.

## Biografi
Ernst Woermann, som var son till konsthistorikern Karl Woermann, studerade rättsvetenskap vid universiteten i Heidelberg, München, Freiburg och Leipzig. Efter att ha promoverats till juris doktor deltog han som soldat i första världskriget. Efter kriget inledde Woermann sin diplomatbana. Han tjänstgjorde bland annat vid de tyska ambassaderna i London och Wien och senare London, där han företrädde Joachim von Ribbentrop. I april 1938 avlöste Woermann Ernst von Weizsäcker som understatssekreterare och chef för politiska avdelningen vid Auswärtiges Amt.
Kort efter Kristallnatten i november 1938 närvarade Woermann, som representant för Auswärtiges Amt, vid en av Hermann Göring sammankallad konferens på Reichsluftfahrtministerium, där deltagarna diskuterade antijudiska åtgärder. Göring gjorde klart för de församlade diplomaterna och politikerna, att varje för Tysklands vidkommande utrikespolitisk konflikt skulle föranleda åtgärder mot Tysklands judar.
Från april 1943 till krigsslutet i maj 1945 var Woermann Tredje Rikets ambassadör vid nationalkinesiska regeringen i Nanking, som var en japansk marionettstat. Efter Japans kapitulation den 2 september 1945 greps Woermann av de allierade. Tillsammans med bland andra diplomaterna Lothar Eisenträger och Elgar von Randow ställdes Woermann inför rätta för att ha uppmuntrat till tyska krigshandlingar efter Tysklands kapitulation den 8 maj 1945. Rättegången, vars formella namn är United States of America vs. Lothar Eisentraeger, hölls inför en amerikansk krigsförbrytardomstol i Shanghai mellan oktober 1946 och januari 1947. Eisenträger dömdes till livstids fängelse, medan Woermann och von Randow frikändes.

### Ministerierättegången
Den 6 januari 1948 inleddes i Nürnberg den så kallade Ministerierättegången, formellt benämnd United States of America vs. Ernst von Weizsäcker, et al., mot bland andra Woermann, Ernst von Weizsäcker, Hans Heinrich Lammers, Wilhelm Stuckart och Walther Darré. Som högt uppsatt ämbetsman vid Auswärtiges Amt hade Woermann deltagit i förberedelserna inför de tyska invasionerna av Polen 1939, Danmark och Norge 1940 samt Jugoslavien, Grekland och Sovjetunionen 1941. Det framkom att Woermann bland annat hade känt till Hitlers så kallade kommandoorder av den 18 oktober 1942, som gick ut på att de allierade kommandosoldater som påträffades av tyska trupper i Europa och Afrika omedelbart skulle dödas, helt utan rättegång. Officiellt hette det att dessa soldater hade dödats "i strid".
Den 13 april 1949 dömdes Woermann till sju års fängelse. De år han suttit frihetsberövad räknades till godo, vilket innebar att rätten  fastslog att hans strafftid tog sin början den 15 oktober 1945. I december 1949 reducerades straffet till fem års fängelse och han frisläpptes från Landsbergfängelset den 18 januari 1950.